# ذلب هزيل
ذلب هزيل (الاسم العلمي:Sansevieria gracillima) هو نوع من النباتات يتبع جنس الذلب من الفصيلة الهليونية.